# Hejčín
Hejčín (Duits: Hatschein of Hejcin) een stadsdeel, kadastrale gemeente en voormalige gemeente in Moravische statutaire stad Olomouc. Hejčín telt 2856 inwoners (2021). In Hejčín bevindt zich een spoorweghalte, Olomouc-Hejčín.

## Geschiedenis
- 1081 – De eerste vermelding schriftelijke vermelding van Hejčín.
- 1850 – Hejčín wordt een zelfstandige gemeente.
- 1919 – De gemeente Hejčín wordt geannexeerd door de stad Olomouc als onderdeel van Velká Olomouc.
- 1919 – Oprichting van SK Sigma Olomouc in Hejčín als FK Hejčín.
- 1931 – Een Aero A-11 stort neer in Hejčín waarbij de observeerder om het leven komt.[2]
- 1956 – Het Gymnázium Olomouc-Hejčín wordt opgericht.

## In Hejčín geboren
- František Schön (1882)

## Aanliggende kadastrale gemeenten
| Aanliggende kadastrale gemeenten | Aanliggende kadastrale gemeenten | Aanliggende kadastrale gemeenten | Aanliggende kadastrale gemeenten | Aanliggende kadastrale gemeenten |
| -------------------------------- | -------------------------------- | -------------------------------- | -------------------------------- | -------------------------------- |
| Řepčín                           |                                  |                                  |                                  | Černovír                         |
|                                  |                                  |                                  |                                  |                                  |
|                                  | Lazce                            |                                  |                                  |                                  |
|                                  |                                  |                                  |                                  |                                  |
| Neředín                          |                                  | Nová Ulice                       |                                  |                                  |